# Nave oneraria
Una nave oneraria hace referencia a un tipo de barco de transporte, no sólo comercial sino también militar de la Antigua Roma

## Origen del nombre
Al ser un término relativamente común lo tenemos en autores latinos importantes como Julio César quien lo nombra en su obra De bello civili donde nos da un claro ejemplo del uso de estas naves en el ámbito militar para el transporte de tropas.

## Características
La nave oneraria es un barco de carga que se caracteriza por tener un fondo redondeado y tener unas medidas diferentes dependiendo de su tipo y su casco podía ser simétrico o no, de tal manera que la proa y la popa podían encontrarse a una diferente altura dependiendo de si era simétrico o asimétrico. En la popa se encontraba el timonel, además de un habitáculo donde se podía situar la cocina, que se encargaba de dirigir la embarcación mediante unos remos colocados en la parte de atrás, controlados estos por una tabla con la que el timonel podía dirigir el rumbo.

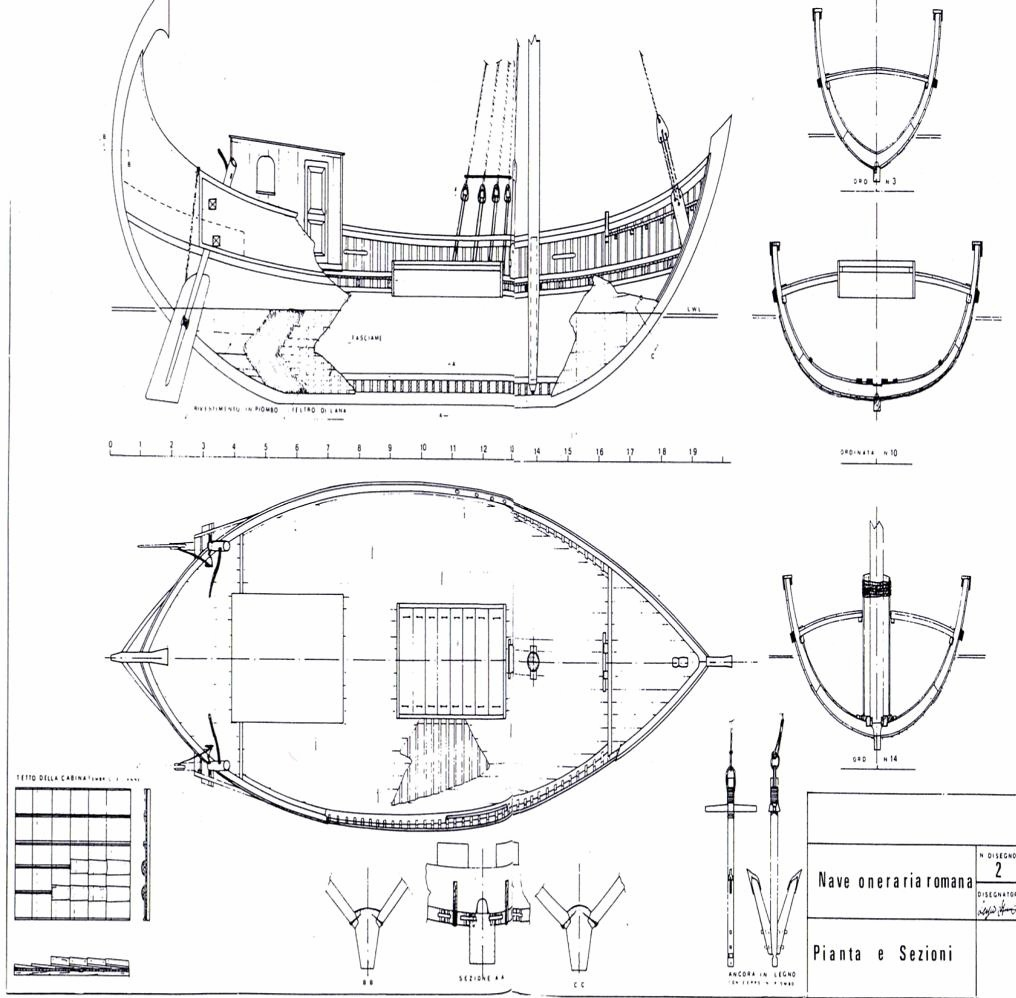
Sección y planta de una nave Oneraria

Estas naves usaban el viento para impulsarse y para ello usaban una vela cuadra situada en el mástil de la embarcación junto a otras velas auxiliares, aunque también utilizaban los remos, si era necesario, como en situaciones de escaso viento o de imposibilidad de usar las velas. En cuanto al tonelaje, podían variar dependiendo de las necesidades comerciales pero se podría considerar como tonelaje medio alrededor de unas 70 toneladas, pero también podemos encontrar naves de unas 150 toneladas.

## Fuentes

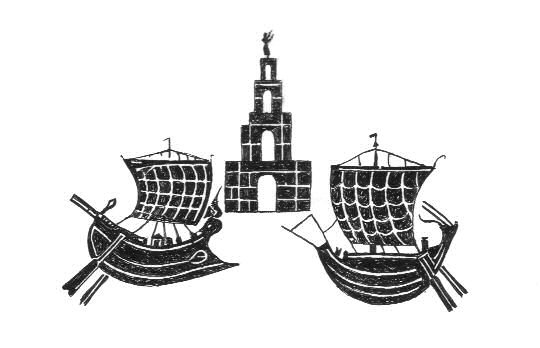
Dos naves onerarias en los mosaicos del puerto de Ostia